# Рекреационное использование психоактивных веществ
Рекреационное использование психоактивных веществ (англ. recreational drug use или англ. recreational use) представляет собой периодическое нерегулярное или эпизодическое употребление психоактивных веществ, не связанное с медицинскими показаниями, для получения удовольствия или иных целей. Это употребление зачастую связано с социальной активностью индивидуума, типичными примерами является употребление психоактивных веществ на вечеринках, в клубах. Может выделяться отдельно употребление незапрещённых и запрещённых к использованию препаратов. При этом также выделяется термин рекреационный препарат или рекреационное психоактивное вещество (англ. recreational drug) — то есть такой препарат или субстанция, которая периодически или эпизодически используется для получения удовольствия, чувства удовлетворения, в том числе в контексте социальных взаимоотношений и группового отдыха.
Употребление многих психоактивных веществ зачастую приводит к различным проблемам со здоровьем, которые в значительной степени усугубляются зависимостью и социальным характером употребления данных веществ.

## История
Использование психоактивных веществ известно с древнейших времён. Тем не менее, как термин, рекреационное употребление наркотиков появилось только в 60-х годах XX века ввиду увеличения объёмов употребления наркотиков, в частности марихуаны. Одни из наиболее ранних научных работ, использующих этот термин, относятся к началу 1970-х годов.

## Рекреационные препараты
К рекреационным препаратам относят самые различные психоактивные вещества и субстанции, такие как алкоголь, никотин, барбитураты, амфетамины, опиаты, THC, PCP, кокаин, марихуану, и даже кофеин в кофеиносодержащих напитках. Кроме того, существует тенденция появления и широкого распространения относительно новых препаратов в этой сфере, таких как MDMA, эфедрин, гамма-бутиролактон, 1,4-Бутандиол, флунитразепам, кетамин.

## Вред от употребления психоактивных веществ
Существуют многочисленные исследования, подтверждающие вред рекреационного употребления психоактивных веществ, в том числе при употреблении новых веществ с не полностью изученными эффектами. Последствия употребления различных психоактивных веществ могут быть сильно различными, что обусловлено различной природой данных веществ. Употребление многих из них может приводить к тяжёлой физической и психической зависимости, а также различным физиологическим нарушениям и болезням. К примеру, длительное употребление алкоголя может приводить к циррозу печени и заболеваниям сердечно-сосудистой системы, курение табака способствует формированию злокачественных опухолей, а также увеличивает риск инфаркта, употребление опиатов, барбитуратов, амфетаминов зачастую приводит к психозам, нарушениям работы печени и почек и другим проблемам. Особой опасностью при употреблении психоактивных веществ является риск их передозировки.
Кроме того, помимо прямого вреда для здоровья, отмечается связь между рекреационным употреблением наркотиков и распространением различных инфекций, таких как ВИЧ-инфекция.

### Оценки вреда употребления психоактивных веществ для индивида и общества
Оценки вреда для различных психоактивных веществ проводятся различными способами, включая: экспертные оценки, оценки по методу предела экспозиции (англ. Margin of Exposure (MOE) — используется для оценок вреда канцерогенов), и для некоторых широко распространённых веществ — экономически. Ниже приведены в графической форме некоторые из этих оценок.

Шкала привыкания и токсичности распространённых наркотиков, 2006 год[15]
Шкала оценки вреда психоактивных веществ по экспертным оценкам. Опубликована в британском медицинском журнале The Lancet в 2007 году[16]
Шкала вредности 2010 по английским данным[17]
Шкала вредности 2010 по нидерландским экспертам: по индивидуальному вреду и по социальному[18]
Шкала вредности 19 распространённых наркотиков 2011 года по данным шотландских экспертов[19]
Шкала вредности хронического употребления наркотиков, 2013 г., данные нидерландских экспертов[20]
Шкала вредности 2015 по данным международной экспертной группы из стран Европейского союза[21]
Шкала вредности 2015 по методу «границы воздействия» (англ. Margin of Exposure (MOE)) — чем выше значения, тем безопаснее вещество[22]

## Социальные вопросы
Отмечается, что рекреационное употребление психоактивных веществ часто связано с социумом. Употребление может происходить на вечеринках, в походах, на праздниках, в клубах или иных местах группового отдыха. Частота может колебаться от еженедельного или ежемесячного до более редкого, эпизодического употребления. Распространённость этого явления довольно высока: например, по оценкам, в США около 9 % населения когда-либо пробовало марихуану. В России также издревле существуют проблемы, связанные с рекреационным употреблением психоактивных веществ, в особенности алкоголя. Нижняя граница возраста употребления наркотиков снижается, уровень осведомлённости о последствиях употребления различных препаратов низок. Существует специфическая наркотическая субкультура.

## Правовые вопросы
Существует Единая конвенция ООН о наркотических средствах с приложением списков веществ по степени опасности. При этом обычно употребление наркотических средств преследуется не так сильно, как изготовление, торговля, хранение или перевозка.

## Изображения

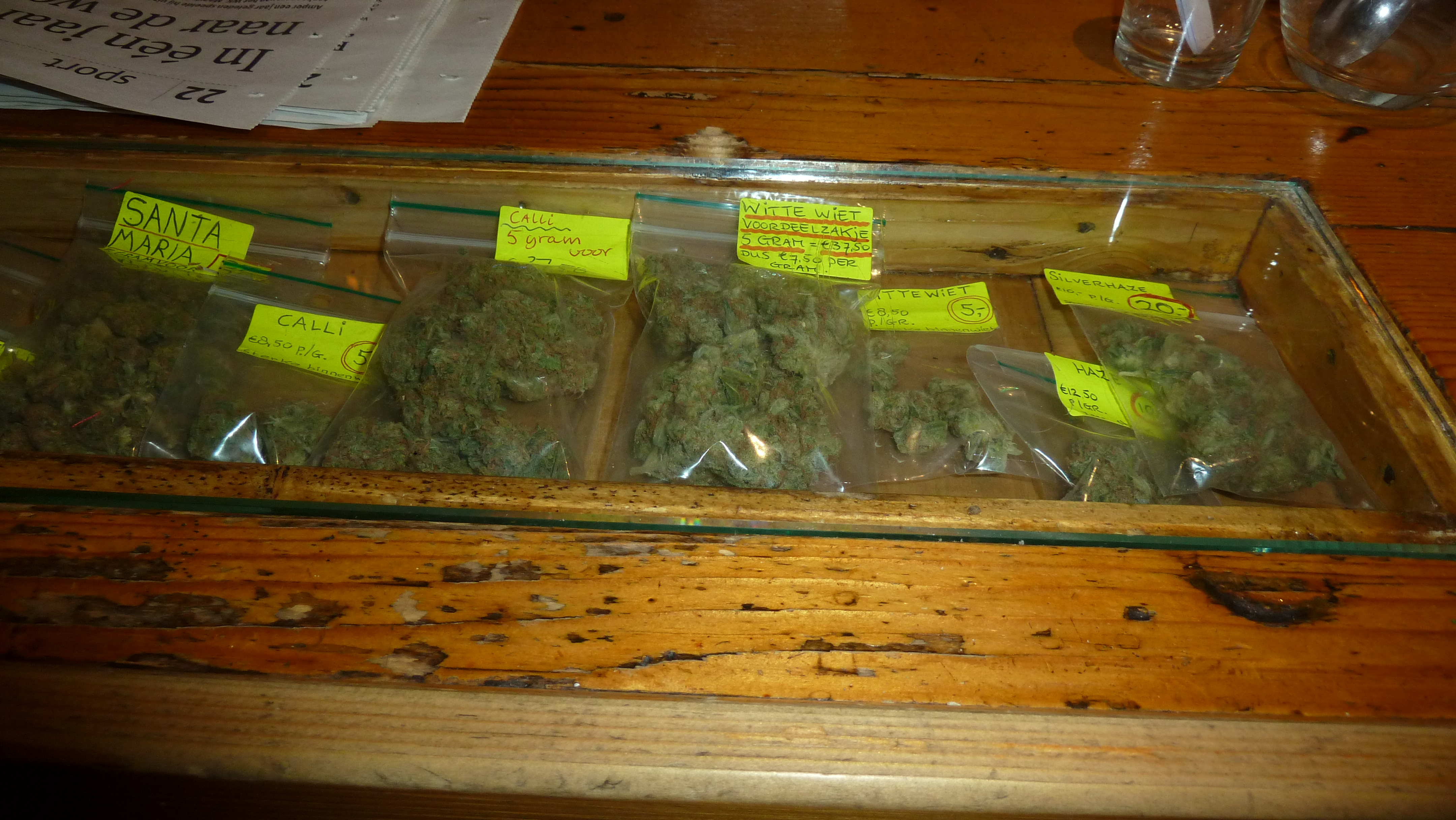
Продажа марихуаны в Нидерландах
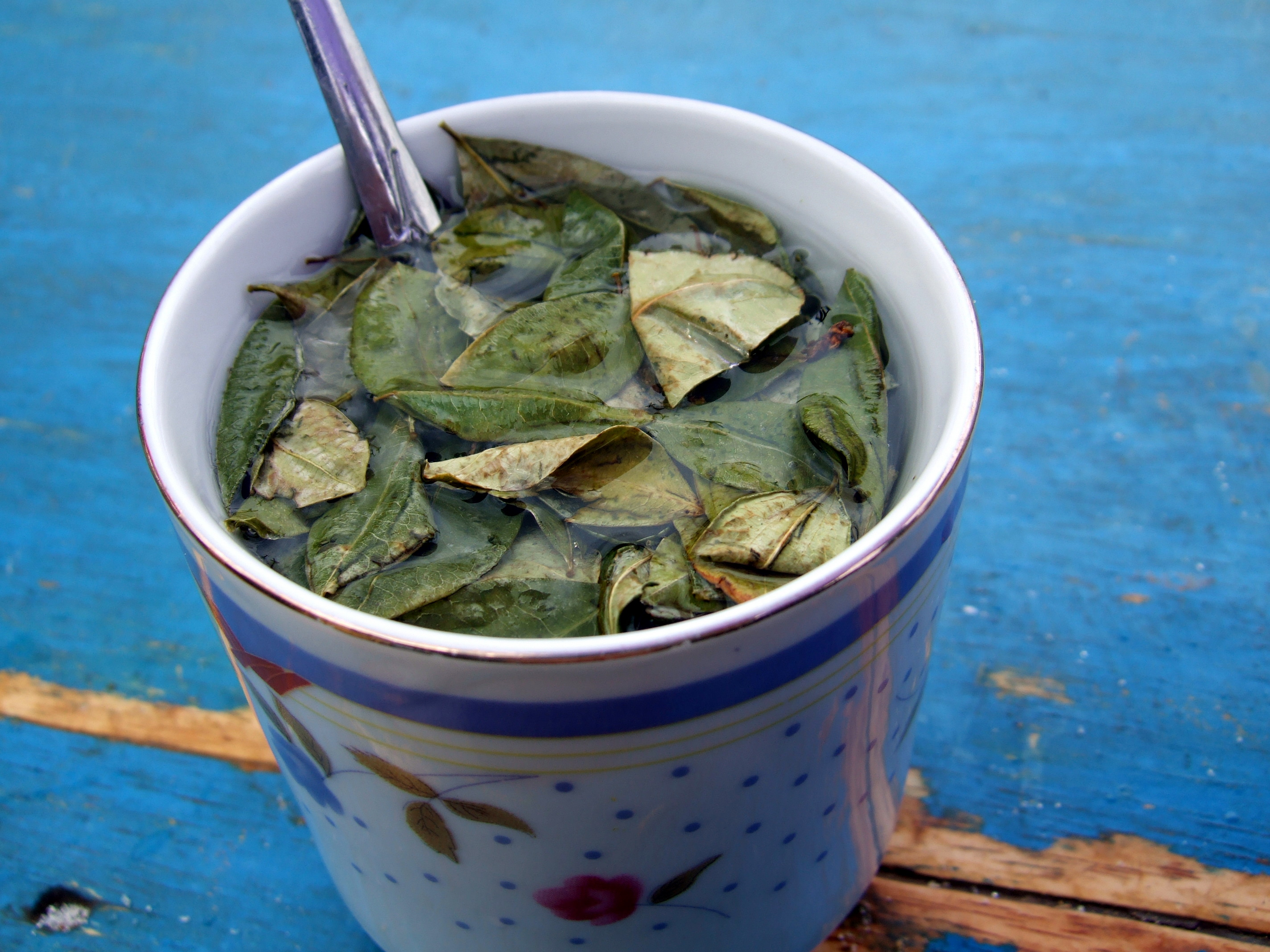
Чай из листьев коки
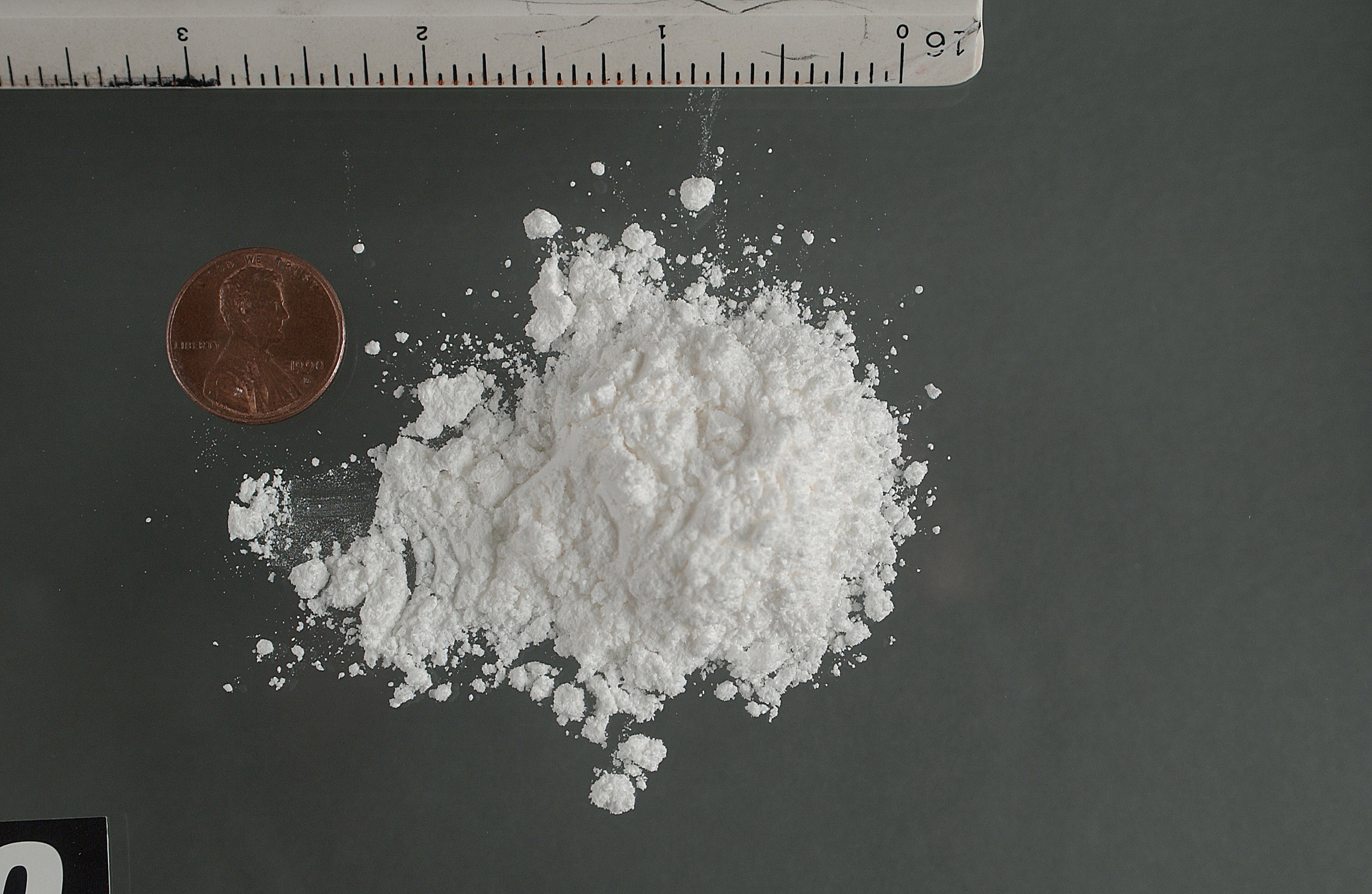
Кокаин
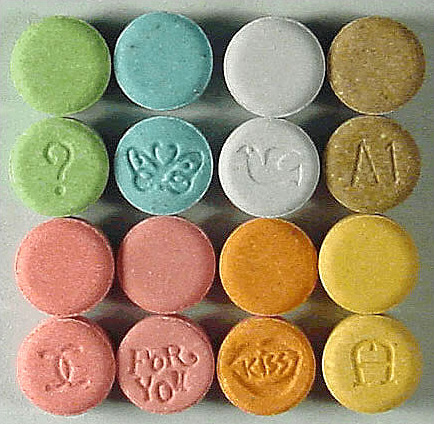
MDMA (экстази) в таблетках
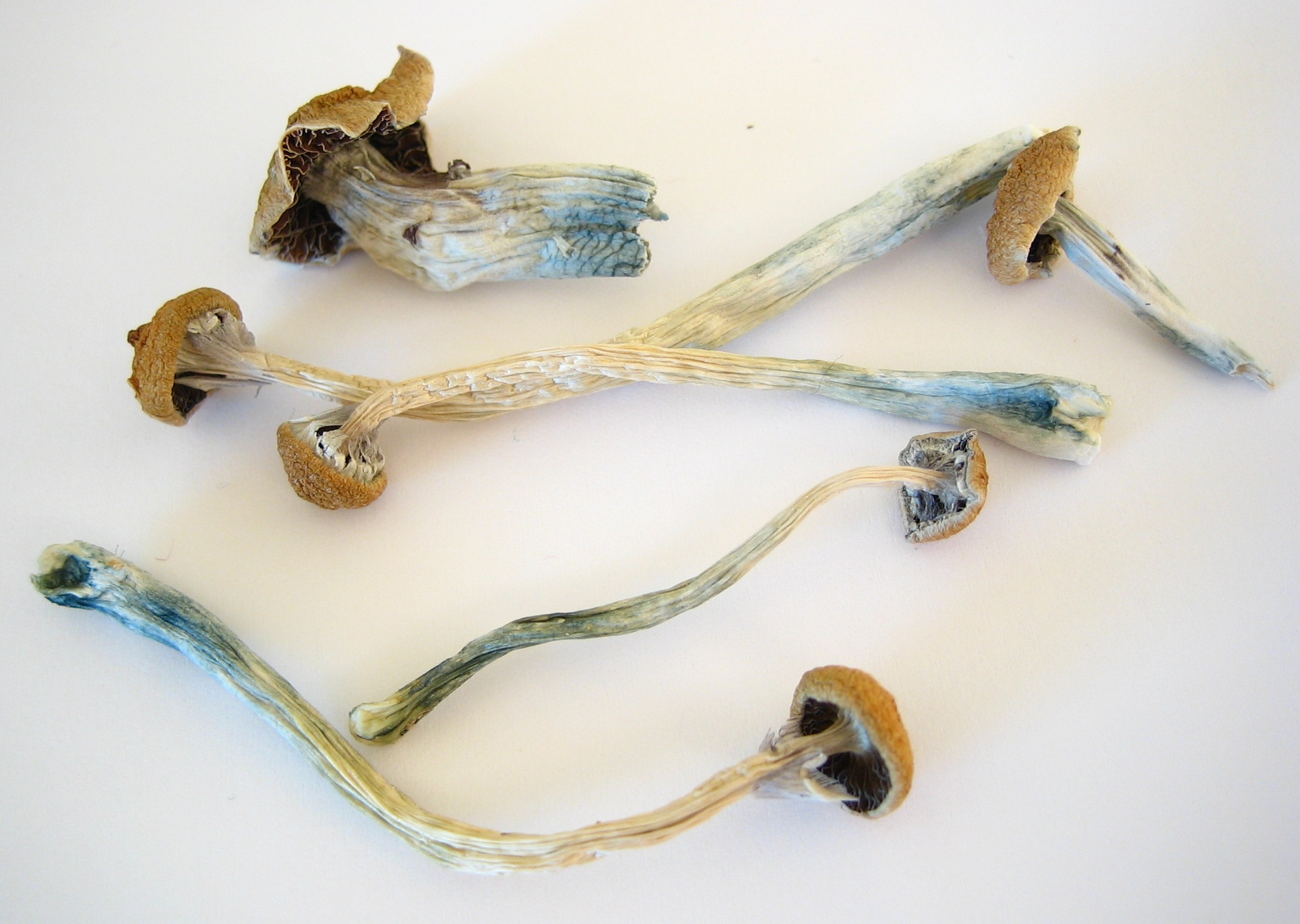
Высушенные грибы psilocybe cubensis
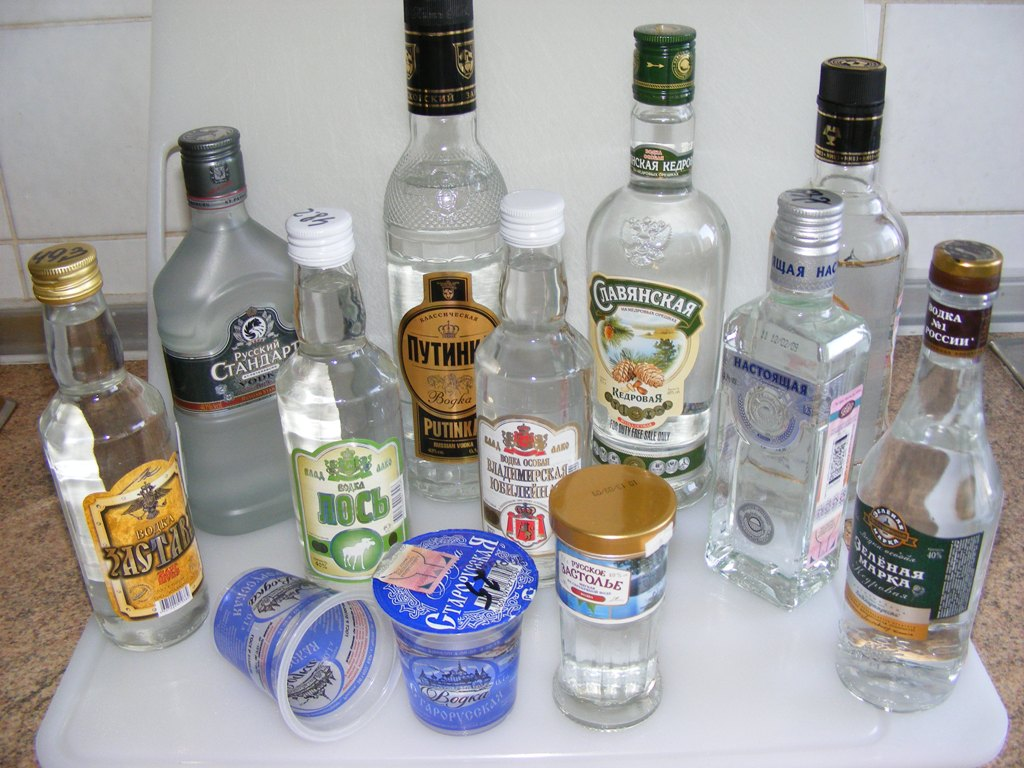
Алкоголь («русская водка»)